# Айша бинт Хусейн
Айша бинт Хусейн (араб. عائشة بنت حسين‎; род. 23 апреля 1968, Амман) — принцесса Иордании, генерал-майор Вооруженных сил Иордании, сестра короля Абдаллы II.

## Биография

### Происхождение и образование
Айша бинт Хусейн родилась 23 апреля 1968 года в семье короля Хусейна ибн Талала и его жены, королевы Муны аль-Хусейн, вместе с сестрой-близнецом принцессой Зейн. Получила начальное образование на родине, затем в 8 лет переехала в США, где продолжила своё образование, закончив школу Дана Холл в 1986 году.
По окончании школы Айша бинт Хусейн поступила в Королевскую военную академию в Сандхерсте, став при этом первой женщиной из арабских стран, поступивших в военную академию, которую закончила в 1987 году, пройдя курс подготовки офицеров.
Айша бинт Хусейн имеет гуманитарное образование в области истории и политики современного Ближнего Востока, закончив Пемброк-колледж в Оксфорде, а также в июне 2010 года получила степень магистра гуманитарных наук в области стратегических исследований по вопросам международной безопасности. Закончила аспирантуру школы ВМС при Институте управления оборонными ресурсами в Монтерее (Калифорния) и Колледже международной безопасности в Университете национальной обороны в Вашингтоне, где в 2010 году получила степень магистра в области исследований стратегической безопасности.

### Карьера
После окончания образования Айша бинт Хусейн поступила в Вооружённые силы Иордании. С 1987 — младший лейтенант, служила в войсках специального назначения, пройдя курсы по парашютному спорту. После пяти первых военных прыжков с парашютом она стала первой женщиной в странах Ближнего Востока, которые получила знак парашютиста. Помимо этого она проходила многочисленные военные курсы. В 1995 году возглавила Управление по делам женщин-военных, в 1998 году — Департамент комплектования женской армии.

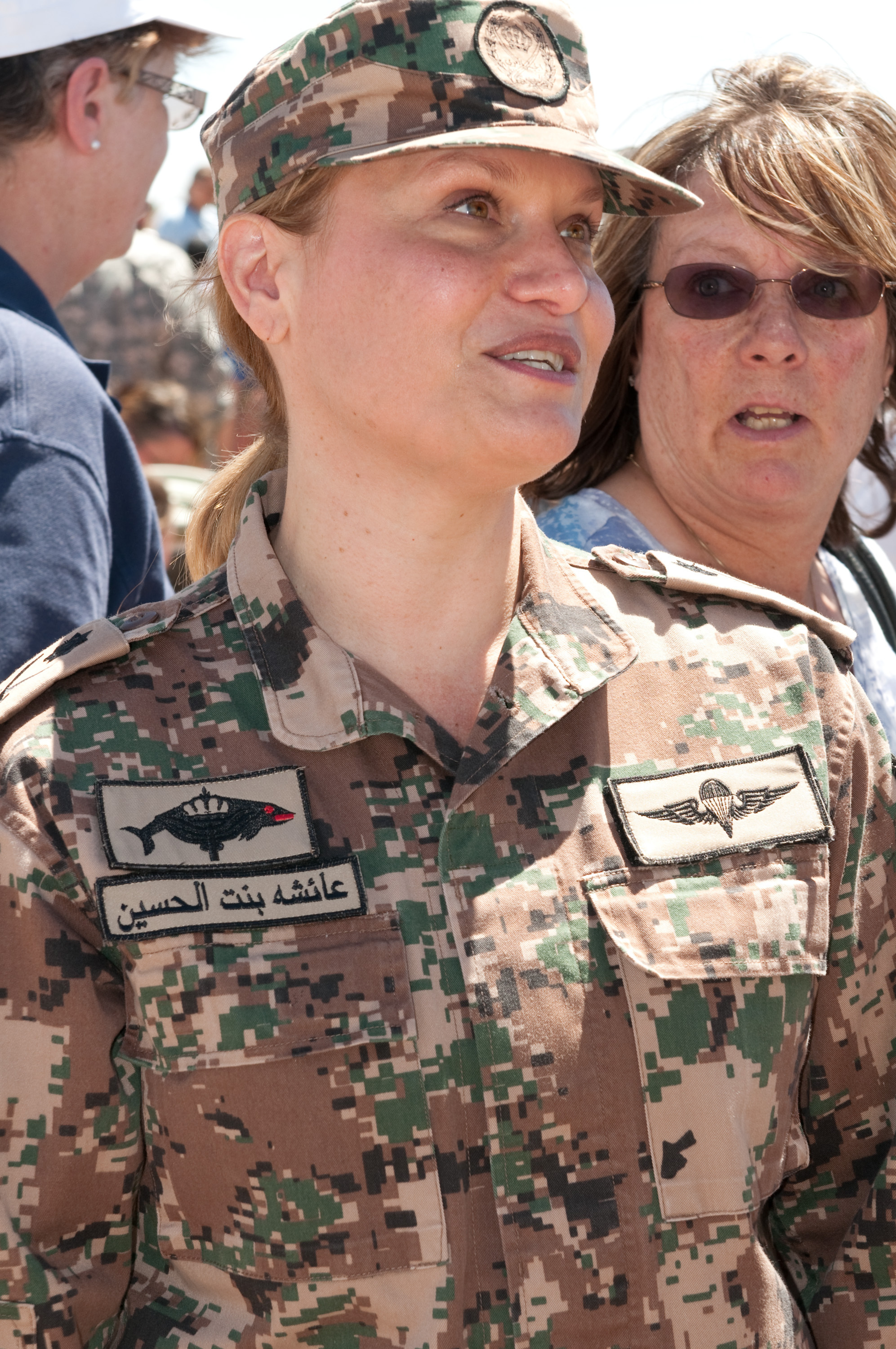
Айша бинт Хусейн в униформе, 2012

В 2005 году ей было присвоено звание полковника, в 2008 — бригадного генерала, в 2011 — генерал-майора.
Работает военным атташе посольства Иордании в США.
Айша бинт Хусейн является членом форума Средиземноморского диалога и занимает должность иорданского эксперта по психологическим, организационным и культурным аспектам терроризма в Целевой группе НАТО по исследованию человеческого фактора и медицины.
Айша бинт Хусейн возглавляет совет директоров Центра исследований безопасности при Иорданском университете, который занимается управлением работы с опасными материалами и улучшением экологической практики в стране.
Также является главой руководящего комитета Национального проекта по охране здоровья женщин. С 2007 года почётный доктор Хашимитского университета в знак признания её вклада в улучшение уровня здравоохранения и медицинского обслуживания всех иорданцев и иорданских женщин в частности. С 2009 года также почётный доктор сестринского дела Университета Аль-Хусейна бин Талала.

## Семья
Была два раза замужем. От первого брака с Зейдом Саадедином Джумом у неё двое детей: сын Аун (род. 1992) и дочь Муна (род. 1996). От второго брака с Ашрафом Банайоти, который принял ислам, детей не было; супруги развелись после полугода брака в 2016 году.